# Rauwahi
Rauwahi (nep. रौवाही) – gaun wikas samiti w środkowej części Nepalu w strefie Narajani w dystrykcie Bara. Według nepalskiego spisu powszechnego z 2001 roku liczył on 428 gospodarstw domowych i 2786 mieszkańców (1316 kobiet i 1470 mężczyzn).